# Czarny Ostrów (stacja kolejowa)
Czarny Ostrów (ukr. Чорний Острів) – stacja kolejowa w miejscowości Marjaniwka, w rejonie chmielnickim, w obwodzie chmielnickim, na Ukrainie. Położona jest na linii Odessa – Lwów.
Nazwa pochodzi od pobliskiego osiedla typu miejskiego Czarny Ostrów.

## Historia
Stacja powstała w 1871 na trasie Żmerynka - Wołoczyska - granica państwa, pomiędzy stacjami Płoskirów i Wójtowce. 

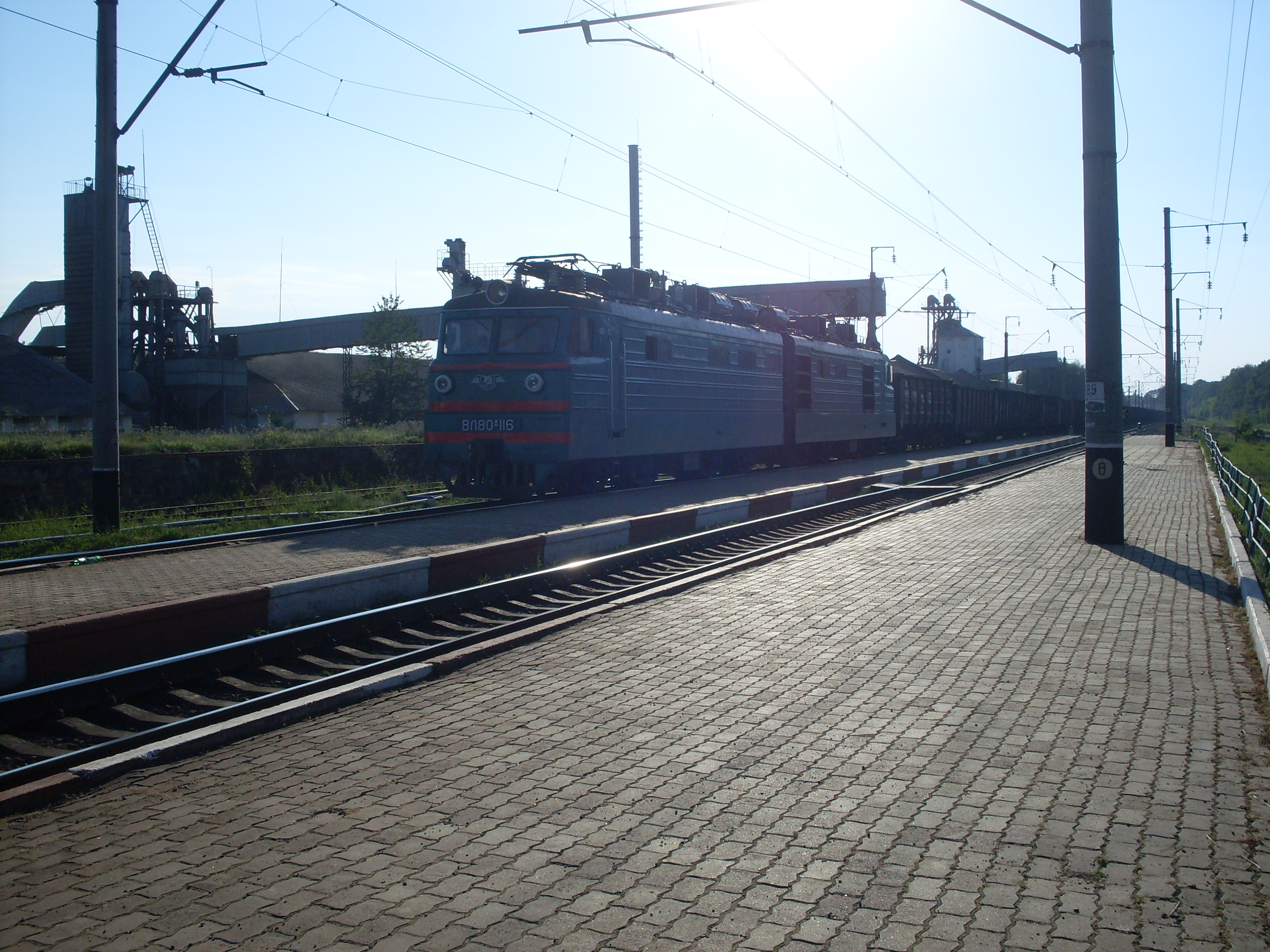